# Isaac Florentine
Isaac Florentine, właśc. Icchak Florentin (ur. 28 lipca 1958) – amerykański reżyser filmowy oraz praktyk sztuk walki pochodzący z Izraela. Twórca filmów akcji klasy „B”, takich jak Mroczne żniwa (Cold Harvest, 1999), Zły generał (Bridge of Dragons, 1999), The Shepherd: Border Patrol (2007) czy Ninja (2009), współpracował z gwiazdami tegoż gatunku – Garym Danielsem, Dolphem Lundgrenem, Jean-Claude’em Van Damme’em i Scottem Adkinsem.

## Filmografia
- Power Rangers (1996) (serial TV)
- Power Rangers Zeo (1996) (serial TV)
- Power Rangers w Kosmosie (1998) (serial TV)
- Zły generał (Bridge of Dragons, 1999)
- Mroczne żniwa (Cold Harvest, 1999)
- Power Rangers: Time Force (2001) (serial TV)
- Oddział specjalny: Wyspa śmierci (U.S. Seals II, 2001)
- Jednostka specjalna (Special Forces, Special Forces USA, 2003)
- Max Havoc: Klątwa smoka (Max Havoc: Curse of the Dragon, 2004)
- Champion 2 (Undisputed II: Last Man Standing, 2006)
- The Shepherd: Border Patrol (2007)
- Ninja (2009)
- Champion 3: Odkupienie (Undisputed III: Redemption, 2010)
- Ninja: Cień łzy (Ninja: Shadow of a Tear, 2013)